# Oligodectes longicercus
Oligodectes longicercus är en insektsart som beskrevs av Rentz, D.C.F. 1985. Oligodectes longicercus ingår i släktet Oligodectes och familjen vårtbitare. Inga underarter finns listade i Catalogue of Life.